# Nati nel 1403
| Questa pagina contiene informazioni ricavate automaticamente dalle voci biografiche con l'ausilio del template Bio e di un bot. L'aggiornamento è periodico e automatico e ricostruisce completamente la pagina. Se manca una persona in questa lista, sei pregato di non aggiungerla, ma accertati piuttosto che la sua voce biografica contenga il template Bio e che i dati anagrafici siano correttamente compilati. Se il template Bio manca, inseriscilo tu stesso o, in alternativa, metti l'avviso {{tmp\|Bio}} che ne segnala la mancanza. Se i dati riportati sono sbagliati, correggi direttamente la voce biografica; le modifiche saranno visibili in questa lista entro pochi giorni. Per chiarimenti vedi il progetto biografie. La lista contiene solo le 17 persone che sono citate nell'enciclopedia e per le quali è stato implementato correttamente il template Bio. Pagina aggiornata al 27 gen 2025. |

- 2 gennaio - Bessarione, cardinale, umanista e filosofo bizantino († 1472)
- 19 febbraio - Giacomo Badoer, politico e mercante italiano
- 22 febbraio - Carlo VII di Francia, sovrano († 1461)
- 3 giugno - Diotisalvi Diotisalvi, politico italiano († 1482)
- 11 giugno - Giovanni IV di Brabante, duca († 1427)
- 1º settembre - Ludovico VIII di Baviera-Ingolstadt, nobile tedesco († 1445)
- 25 settembre - Luigi III d'Angiò, principe francese († 1434)
- 26 dicembre - Giovanni di Paolo Rucellai, mercante, umanista e scrittore italiano († 1481)
- Filippo Calandrini, cardinale e vescovo cattolico italiano († 1476)
- Giovanni IV di Trebisonda, imperatore bizantino († 1459)
- Elisabetta di Brandeburgo, principessa († 1449)
- Guillaume d'Estouteville, cardinale, arcivescovo cattolico e abate francese († 1483)
- Ferdinando I di Braganza, conte († 1478)
- Onorata Rodiani, pittrice e militare italiana († 1453)
- Sara Khatun, principessa azera († 1465)
- Stefano Pendinelli, arcivescovo cattolico italiano († 1480)
- 'Ali al-Qushji, astronomo, matematico e fisico turco († 1474)